# 拉爾卡納

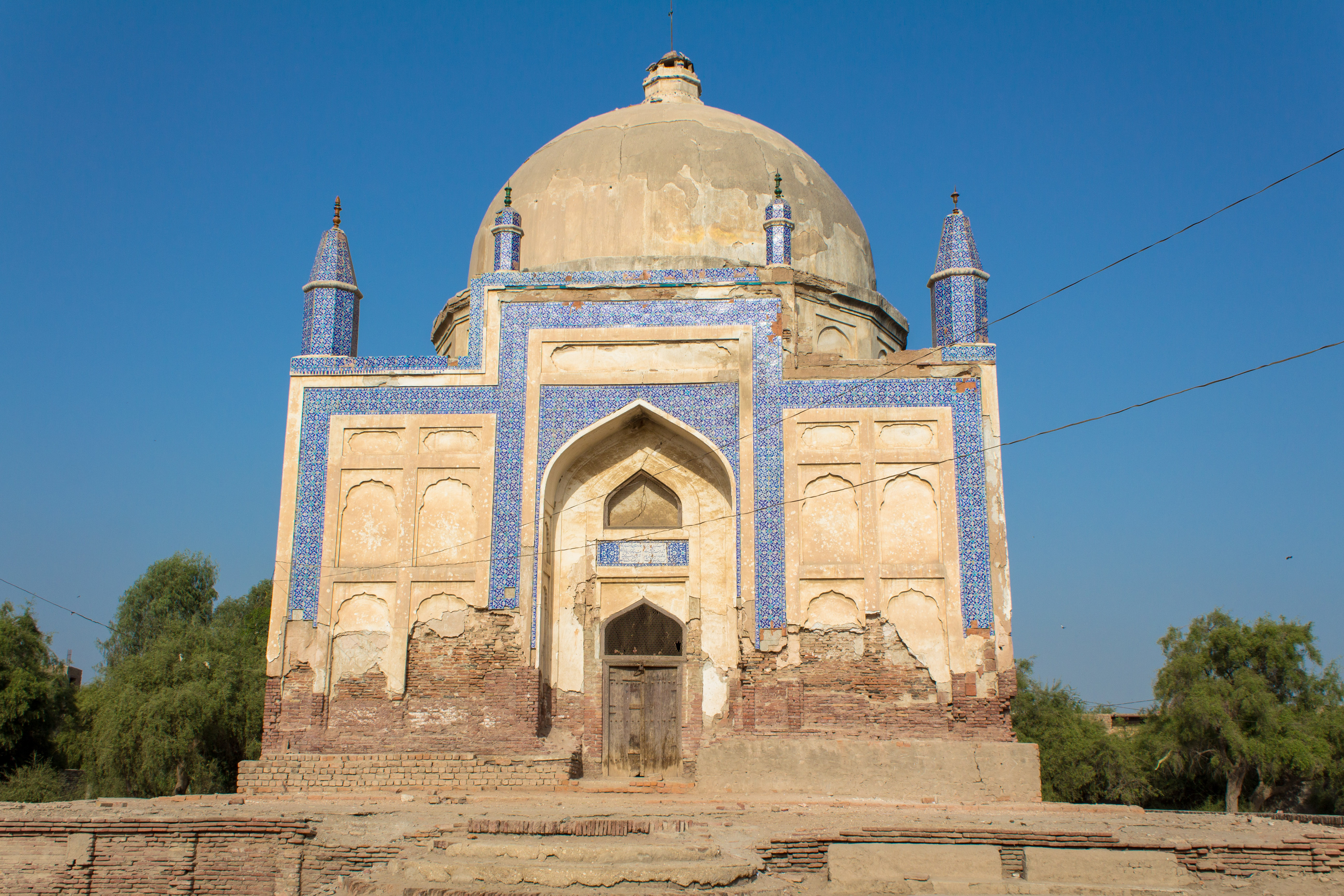
位於拉爾卡納的沙巴哈羅陵墓

拉爾卡納是巴基斯坦的城市，由信德省負責管轄，位於該國中部，面積17平方公里，海拔高度147米，是該國前任總統佐勒菲卡爾·阿里·布托的出生地，1998年人口270,283。

## 外部連結
- Larkana
- Larkano （页面存档备份，存于）
- Larkana （页面存档备份，存于）